# Brevipalpus salpizo
Brevipalpus salpizo är en spindeldjursart som beskrevs av Hasan, Akbar och Ashfaq 2002. Brevipalpus salpizo ingår i släktet Brevipalpus och familjen Tenuipalpidae. Inga underarter finns listade.